# Skjulsta strandäng
Skjulsta strandäng este o arie protejată (arie specială de conservare — SAC, sit de importanță comunitară — SCI) din Suedia întinsă pe o suprafață de 6,2 ha, integral pe uscat.

## Localizare
Centrul sitului Skjulsta strandäng este situat la coordonatele 62°25′01″N 16°35′29″E / 62.417°N 16.5915°E.

## Înființare
Situl Skjulsta strandäng a fost declarat sit de importanță comunitară în aprilie 2004 pentru a proteja 1 specie de plante. Situl a fost protejat și ca arie specială de conservare în martie 2011.

## Biodiversitate
Situată în ecoregiunea boreală, aria protejată conține 1 habitat natural: Pajiști cu Molinia pe soluri calcaroase, turboase sau argilos-nămoloase (Molinion caeruleae).
La baza desemnării sitului se află o specie protejată de  plante: Persicaria foliosa.